# Facundo Cáseres
Facundo Agustín Cáseres (Arteaga, Argentina; 28 de mayo de 2001) es un futbolista argentino. Juega de centrocampista y su equipo actual es el Gil Vicente FC de la Primeira Liga de Portugal.

## Trayectoria
Cáseres entró a las inferiores del Vélez Sarsfield en 2014. Debutó en el primer equipo en octubre de 2020.
En agosto de 2021, el centrocampista fue cedido al Istra 1961 croata, donde jugó dos temporadas.
EL 30 de agosto de 2023, fue adquirido por el SC Farense de la Primeira Liga de Portugal.

## Clubes
| Club                | País      | Año           |
| ------------------- | --------- | ------------- |
| Vélez Sarsfield     | Argentina | 2020-2023     |
| Istra 1961 (cedido) | Croacia   | 2021-2023     |
| SC Farense          | Portugal  | 2023-2024     |
| Gil Vicente FC      | Portugal  | 2024-presente |